# RL78
RL78は、ルネサスエレクトロニクスが開発する16ビットマイクロコントローラーのファミリ名である。

## 概要
旧NECエレクトロニクスの78K0Rに改良を加えた設計のCPUと、三菱電機のR8C由来の周辺装置を備え、合併後に誕生したラインアップの中でも低価格・高電力効率分野を担う製品に位置づけられている。130nmプロセスで製造される。

## CPU
前身の78K0Rと同様8ビットアーキテクチャの系譜に連なるため、8ビット単位でのみ許される操作も多く、純粋な16ビットCPUではない。G10シリーズが搭載するS1コアは16ビット命令のパフォーマンスが特に抑えられている。
バイト順はリトルエンディアン、8ビット✕8✕4バンクまたは16ビット✕4✕4バンク（S1コアは1バンク）のレジスタセットを持つ。転送を伴う命令を表現する際はデスティネーションを先に書く。2バイト単位で降下する16ビットのスタックポインタと、20ビットのプログラムカウンタもレジスタとして扱われる。
通常の命令では基本的に64KiBのアドレス空間（0xF0000から0xFFFFFまで）へアクセスが制限されるものの、命令コードに接頭辞（PREFIX）を付加することで1MiBのアクセスが可能になる。ユーザプログラムが格納される領域はPREFIXを用いずに手の届く64KiB以内に存在しない代わり、プログラム領域へ繋がるミラーをRAMの近傍に設置することで主に定数の処理効率を高めている。
8ビット符号なし乗算（MULU）を除く乗除算命令は、S3コアにのみ実装される。周辺装置として乗除積和算器を搭載するものもある。

## ラインアップ
- 汎用
  - RL78/G10
  - RL78/G12
  - RL78/G13
  - RL78/G14
  - RL78/G1A
  - RL78/G1C
  - RL78/G1E
- 液晶制御
  - RL78/L12
  - RL78/L13
  - RL78/L1C
- 車載
  - RL78/F12
  - RL78/I1A
  - RL78/D1A
  - RL78/I1B